# Khunti
Khunti är en ort i Indien.   Den ligger i delstaten Jharkhand, i den östra delen av landet, 1 000 km sydost om huvudstaden New Delhi. Khunti ligger 646 meter över havet och antalet invånare är 31 366.
Terrängen runt Khunti är huvudsakligen platt. Khunti ligger uppe på en höjd. Runt Khunti är det ganska tätbefolkat, med 222 invånare per kvadratkilometer. Trakten runt Khunti består till största delen av jordbruksmark.